# Wacław Stacherski
 Wacław Stacherski, pseud. „Uważny”, „Dymitr” i „Nowina” (ur. 28 września 1915 w Sosnowcu, zm. 18 września 1944 w Auschwitz-Birkenau) – w czasie II wojny światowej porucznik Armii Krajowej Zagłębia Dąbrowskiego, poeta.

## Życiorys
Syn Stanisława i Zofii z domu Froń, pochodził z rodziny o patriotycznych tradycjach. Ukończył szkołę powszechną w Sosnowcu, następnie uczył się w latach 1926-1934 w Gimnazjum im. Bolesława Prusa w Sosnowcu przy ul. Orlej. Maturę zdał w 1937 r. w Prywatnym Gimnazjum Męskim im. Stanisława Wyspiańskiego w Sosnowcu. Został powołany do odbycia służby wojskowej, w 1937 r., otrzymał przydział do 5 Baterii Szkolnej Szkoły Podchorążych Rezerwy Artylerii we Włodzimierzu Wołyńskim. Następnie odbył praktykę w 24 Pułku Artylerii Lekkiej w Jarosławiu, po której w sierpniu 1938 r. został przeniesiony do rezerwy. Rozpoczął studia prawnicze na Uniwersytecie Warszawskim.
W sierpniu 1939 r. został zmobilizowany i przydzielony do III Dywizjonu 23 Pułku Artylerii Lekkiej. Brał udział w kampanii wrześniowej. Po zakończeniu działań wojennych był żołnierzem Związku Walki Zbrojnej i Armii Krajowej. Na przełomie 1940 i 1941 r. dzięki jego staraniom została odtworzona struktura Związku Odwetu w Okręgu Śląskim. W 1942 r. został komendantem inspektoratu Armii Krajowej w Katowicach. W sierpniu 1943 r. został komendantem inspektoratu NOW. Został aresztowany 20 marca 1944 r. przez katowickie gestapo. W maju 1944 r. został przewieziony do obozu koncentracyjnego Auschwitz-Birkenau, gdzie został rozstrzelany. 
Symboliczny grób Wacława Stacherskiego znajduje się na cmentarzu parafialnym przy ulicy Smutnej w Sosnowcu. 14 października 2006 r. w budynku Liceum im. Bolesława Prusa w Sosnowcu w obecności władz miasta odsłonięto tablicę upamiętniającą jego osobę.

## Ordery i odznaczenia
- Krzyż Srebrny Orderu Virtuti Militari,
- Krzyż Walecznych – dwukrotnie,
- Order Krzyża Grunwaldu – pośmiertnie.